# NesC
nesC ist eine Erweiterung der Programmiersprache C, die speziell für TinyOS geschaffen wurde.
Genutzt wird ein komponentenbasiertes Konzept. Komponenten sind funktionsorientierte Bausteine, vom Grundgedanken entsprechen sie endlichen Automaten. Das heißt, sie besitzen Zustände, Zustandsübergänge und können Aktionen ausführen.
Innerhalb von nesC kommunizieren Komponenten über Schnittstellen (interfaces) miteinander. Schnittstellen erlauben es, Komponenten-Funktionen anderer Komponenten zu nutzen, entsprechend der Analogie des endlichen Automaten, Zustandsübergänge auszulösen. Schnittstellen spezifizieren Ereignisse (events) und/oder Kommandos (commands).